# Donna sotto le stelle
Donna sotto le stelle è la trasmissione televisiva della sfilata di moda che chiude la settimana della moda di Roma. L'evento è organizzato dalla Camera nazionale della moda italiana e va in onda tradizionalmente in estate, in diretta dalla scalinata di Trinità dei Monti in piazza di Spagna a Roma. Il 24 gennaio 1986, il presidente della Repubblica Francesco Cossiga aprì le porte del Quirinale a un grande ricevimento in onore di sette fra i maggiori stilisti italiani (Armani, Versace, Ferré, Valentino, Paola Fendi, Krizia e Wanda Ferragamo), cui conferì diverse onorificenze. La cerimonia ebbe il suo ideale pendant la sera del 25 luglio 1986 quando la scalinata di Trinità dei Monti fu teatro della manifestazione Donna sotto le stelle (poi divenuta appuntamento fisso sino al 2003), in cui sfilarono abiti di dodici dei principali stilisti italiani, trasmessa in diretta in Eurovisione. Ideatrice dell’evento speciale fu Liliana Simonetta, regista di sfilate spettacolo di moda, con RAIUNO e la Camera nazionale della Moda Italiana, (Presidente Loris Abate). Le edizioni dal 1986 al 1992 sono state trasmesse da Rai 1 e seguite sempre da Liliana Simonetta, mentre le edizioni dal 1993 al 2003 sono state trasmesse da Canale 5 ed hanno incluso anche le sfilate del prêt-à-porter. L'anno seguente la trasmissione di Donna sotto le stelle doveva passare alla Rai, ma all'ultimo momento l'evento è stato annullato per difficoltà economiche. Nel 2010 il sindaco di Roma, Gianni Alemanno, aveva ventilato la possibilità di una nuova edizione dell'evento.

## Edizioni
| Edizione | Anno              | Conduzione              | Conduzione          | Rete     | Telespettatori | share  |
| -------- | ----------------- | ----------------------- | ------------------- | -------- | -------------- | ------ |
| 1ª       | 25 luglio 1986    | Enrica Bonaccorti       | Enrica Bonaccorti   | Rai 1    | ND             | ND     |
| 2ª       | 24 luglio 1987    | Alessandro Cecchi Paone | Alessandra Martines | Rai 1    | ND             | ND     |
| 3ª       | 22 luglio 1988    | Fabrizio Frizzi         | Fabrizio Frizzi     | Rai 1    | ND             | ND     |
| 4ª       | 20 luglio 1989    | Giorgio Calabrese       | Giorgio Calabrese   | Rai 1    | ND             | ND     |
| 5ª       | 19 luglio 1990    | Giorgio Calabrese       | Giorgio Calabrese   | Rai 1    | ND             | ND     |
| 6ª       | 20 luglio 1991    | Giorgio Calabrese       | Elsa Martinelli     | Rai 1    | ND             | ND     |
| 7ª       | 23 luglio 1992    | Milly Carlucci          | Milly Carlucci      | Rai 1    | 5.225.000      | 28.79% |
| 8ª       | 15 luglio 1993    | Gerry Scotti            | Gabriella Carlucci  | Canale 5 | 4.991.000      | 27.18% |
| 9ª       | 12 luglio 1994    | Gerry Scotti            | Gabriella Carlucci  | Canale 5 | 5.228.000      | 29.82% |
| 10ª      | 19 luglio 1995    | Gerry Scotti            | Gabriella Carlucci  | Canale 5 | 4.347.000      | 29.08% |
| 11ª      | 17 luglio 1996    | Gerry Scotti            | Anna Falchi         | Canale 5 | 5.007.000      | 30.82% |
| 12ª      | 11 settembre 1997 | Gerry Scotti            | Mara Venier         | Canale 5 | 6.013.000      | ND     |
| 13ª      | 16 luglio 1998    | Pippo Baudo             | Sabrina Ferilli     | Canale 5 | ND             | ND     |
| 14ª      | 15 luglio 1999    | Pippo Baudo             | Sabrina Ferilli     | Canale 5 | 4.187.000      | 27.07% |
| 15ª      | 19 luglio 2000    | Cristina Parodi         | Raoul Bova          | Canale 5 | 4.689.000      | 28.12% |
| 16ª      | 19 luglio 2001    | Gerry Scotti            | Michelle Hunziker   | Canale 5 | ND             | ND     |
| 17ª      | 17 luglio 2002    | Cristina Parodi         | Christian De Sica   | Canale 5 | 3.983.000      | 23.88% |
| 18ª      | 16 luglio 2003    | Gerry Scotti            | Valeria Mazza       | Canale 5 | 3.096.000      | 19.88% |